# Heinrich Preuß
Heinrich Preuß, o també Heinrich Preuss, (Mauenfelde, districte de Gerdauen, Prússia Oriental, 23 de maig de 1886 - Brandenburg an der Havel, 28 d'agost de 1944) va ser un sindicalista i activista polític comunista alemany. Com a militant del Partit Comunista d'Alemanya (KPD) va formar part de la resistència interior contra el nacionalsocialisme.

## Trajectòria
Nascut a Mauenfelde, que posteriorment i fins 1945 es va anomenat Kljutschi (rus: Ключи), al districte de Gerdauen, Prússia Oriental, va formar part del sindicat durant el seu aprenentatge com a forner i es va convertir en militant del Partit Socialdemòcrata d'Alemanya (SPD) abans de la Primera Guerra Mundial. A la Prússia Oriental, es va unir al Partit Comunista d'Alemanya (KPD) poc després de la seva fundació i, a la seva ciutat natal, hi va treballar com a alliberat sindical fins que es va traslladar a Berlín. A la capital va canviar de feina treballant a la fàbrica de pa Wittler de Wedding, de la que va ser membre del seu comitè d'empresa durant un temps. Tanmateix, després d'una gran vaga el juny de 1928, va ser acomiadat de la fàbrica. Llavors, va ocupar càrrecs de lideratge a l'Associació de Treballadors d'Alimentació i Begudes d'Alemanya (DENAG).
L'any 1993, després de l'ascens al poder del partit nazi i la prohibició dels sindicats, va continuar la seva tasca entre els sindicalistes clandestinament. Va ser doncs detingut el maig de 1935 i condemnat a quatre anys de presó. Després de sortir de la presó de Luckau, va continuar les seves activitats de resistència. Va ser un dels principals oficials del grup de resistència del KPD liderat per Robert Uhrig i va mantenir contacte amb altres cèl·lules. El febrer de 1942 la Gestapo el va tornar a detenir, el 7 de juliol de 1944 condemnat a la pena de mort i el 28 d'agost executat a la presó de Brandenburg-Görden, a Brandenburg an der Havel.

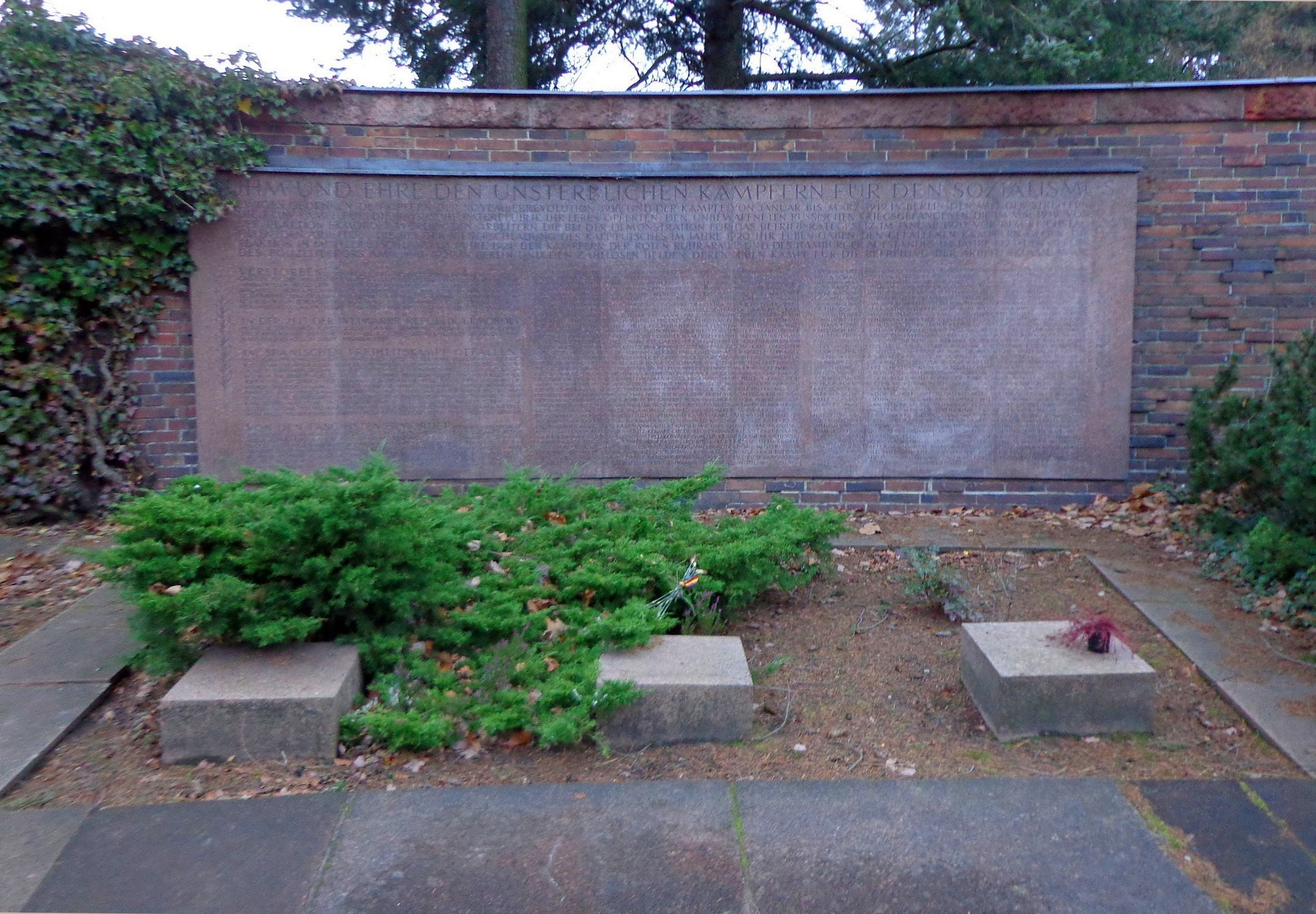
Memorial socialista, placa commemorativa de pòrfir al mur cortina amb una tomba d'urna col·lectiva

Després de l'execució, el seu cos va ser incinerat al crematori de Brandenburg. El 1946, nombroses urnes funeràries que contenien les cendres dels resistents executats durant l'època nazi provinents dels districtes berlinesos de Lichtenberg, Kreuzberg i Prenzlauer Berg, van ser traslladades al cementiri central de Friedrichsfelde, un nombre particularment important dels quals havien estat decapitats a la presó de Brandenburg-Görden. Finalment, les seves restes van trobar el seu lloc definitiu al Memorial Socialista, inaugurat l'any 1951 (tomba d'urna col·lectiva prop de la gran placa commemorativa de pòrfir a la part dreta del mur cortina). D'aquesta manera, a més de Heinrich Preuß, molts altres resistents també van rebre un record i una tomba digne.

## Llegat
Des de 1950 hi ha una placa commemorativa al seu lloc de residència: Stargarder Straße, 13, al districte berlinés de Prenzlauer Berg. Un carrer al mateix barri porta el seu nom des de 1952.